# Wildhorn
Das Wildhorn ist mit 3250 m ü. M. die höchste Erhebung der Wildhorngruppe in den westlichen Berner Alpen in der Schweiz. Der Berg besitzt einen Doppelgipfel, wobei der Nordostgipfel, auf dem sich das Gipfelkreuz befindet, nach aktuellen Messungen 4 m niedriger ist als der Hauptgipfel. Über den Berggipfel verläuft die Kantonsgrenze zwischen den Kantonen Wallis und Bern. 
An der Ostflanke des Wildhorns befinden sich die beiden kleinen Gletscher Glacier du Wildhorn und Glacier de Téné. Nach Nordosten erstreckt sich der 2 km lange Tungelgletscher, an den sich im unteren Teil der Chilchligletscher anschliesst. Der Berg wurde im September des Jahres 1843 erstmals bestiegen.
Zuoberst im Iffigtal, oberhalb des Iffigsees, liegt die Wildhornhütte des SAC auf 2303 m ü. M. am Nordfuss des Wildhorns. Von ihr erfolgt der einfachste Aufstieg über den Chilchligletscher und den Glacier de Téné auf den Gipfel (leichte Gletschertour, Schwierigkeitsgrad L). Schwieriger und langwieriger sind die Anstiege von der Geltenhütte, etwa über den Col du Brochet (2759 m). Daneben existieren einige anspruchsvolle Kletterrouten über die umliegenden Grate.